# Supervalu
Supervalu, Inc., av företaget skrivet SuperValu, Inc., tidigare Winston and Newell Company och Super Valu Stores, är ett amerikanskt parti- och detaljhandelsföretag som driver livsmedelsbutiker över hela USA. De hade 2 363 livsmedelsaffärer och 29 000 anställda 2017.
Företaget grundades 1926 som Winston & Newell Company när George R. Newell Company och Winston, Harper and Fisher fusionerades med varandra. 1954 bytte det namn till Super Valu Stores, Inc, och 1992 fick det sitt nuvarande namn. 1992 köpte man också detaljhandelsföretaget Wetterau, Inc., som bland annat lågprisbutikskedjan Save-a-lot ingick i. Den 23 januari 2006 blev det offentligt att Supervalu, tillsammans med riskkapitalbolaget Cerberus Capital Management, apoteksföretaget CVS Health och real estate investment trusten Kimco Realty, skulle köpa detaljhandelskedjan Albertsons för totalt 9,7 miljarder amerikanska dollar. I januari 2013 såldes de Albertsons-butiker företaget hade och fyra andra butikskedjor till Cerberus för 100 miljoner dollar och Cerberus tog över skulder på 3,2 miljarder dollar. I oktober 2016 såldes Save-a-lot till riskkapitalbolaget Onex Corporation för 1,4 miljarder dollar. I april 2017 blev det offentligt att Supervalu hade köpt partihandelsföretaget Unified Grocers för 375 miljoner dollar. Den 26 juli 2018 meddelade United Natural Foods att Supervalu skulle fusioneras med dem till en kostnad på 2,9 miljarder dollar.
För 2017 hade företaget en omsättning på knappt 12,5 miljarder dollar.